# チェコ航空

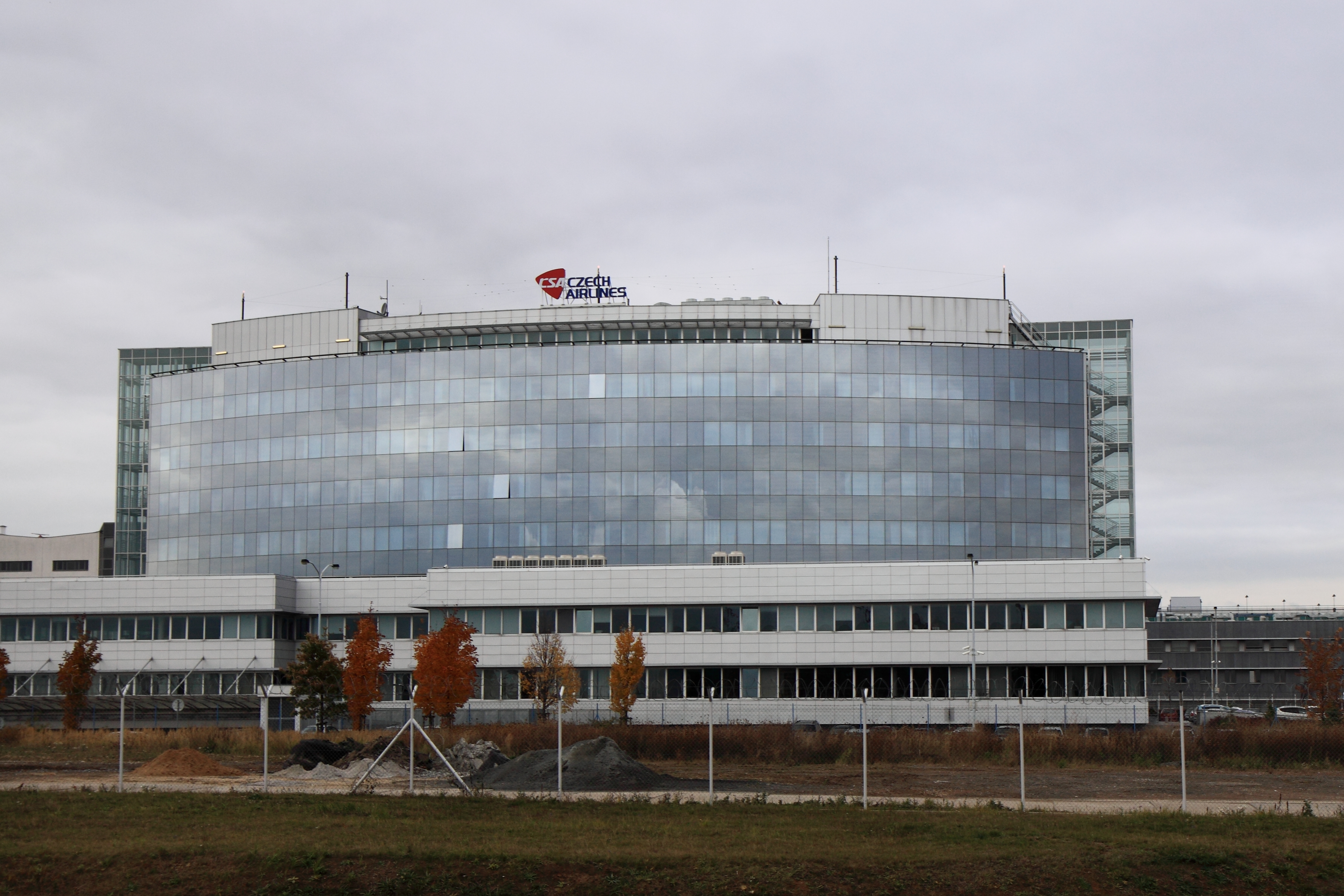
本社があるヴァーツラフ・ハヴェル・プラハ国際空港のAPCビル

チェコ航空（チェコこうくう、チェコ語: České aerolinie: ČSA, 英語: CSA Czech Airlines: CSA）は、チェコのプラハを本拠地とする持株会社（航空路線ブランド）である。かつては同国のフラッグ・キャリアであったが、2024年10月に自社便の運航を終了し、スマートウィングズを子会社に抱える純粋持株会社となった。
1923年に設立された旧チェコスロバキア国営航空 (ČSA) が前身で、現存する航空会社としてはKLMオランダ航空、アビアンカ航空、カンタス航空、アエロフロート・ロシア航空に次いで世界で5番目に古かった。ヴァーツラフ・ハヴェル・プラハ国際空港をハブ空港とし、ヨーロッパ各地および北アメリカ、アジア、中東、北アフリカ方面への路線を運航していた。
マイレージサービスは、同社のIATA航空会社コードと、英語のOKを掛けた「OK Plus」。航空券の座席予約システム (CRS) は、アマデウスITグループが運営するアマデウスを利用していた。航空連合はスカイチームに加盟していたが、自社運航終了に伴い脱退した。

## 歴史

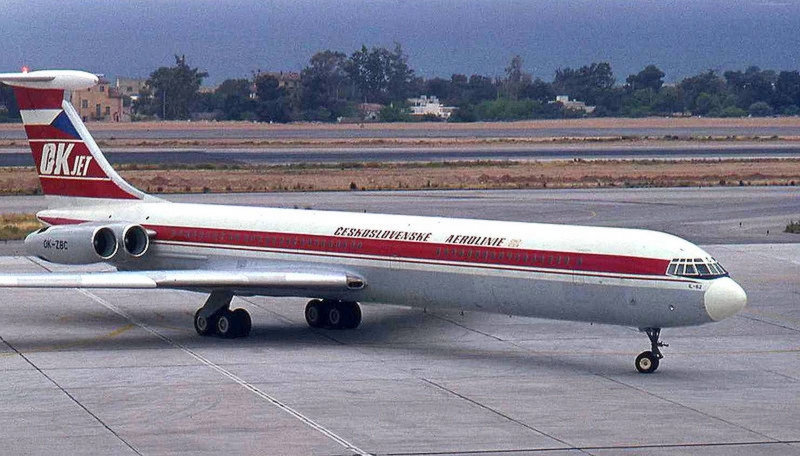
旧・チェコスロバキア航空のイリューシン62型機（1972年、アテネ国際空港）

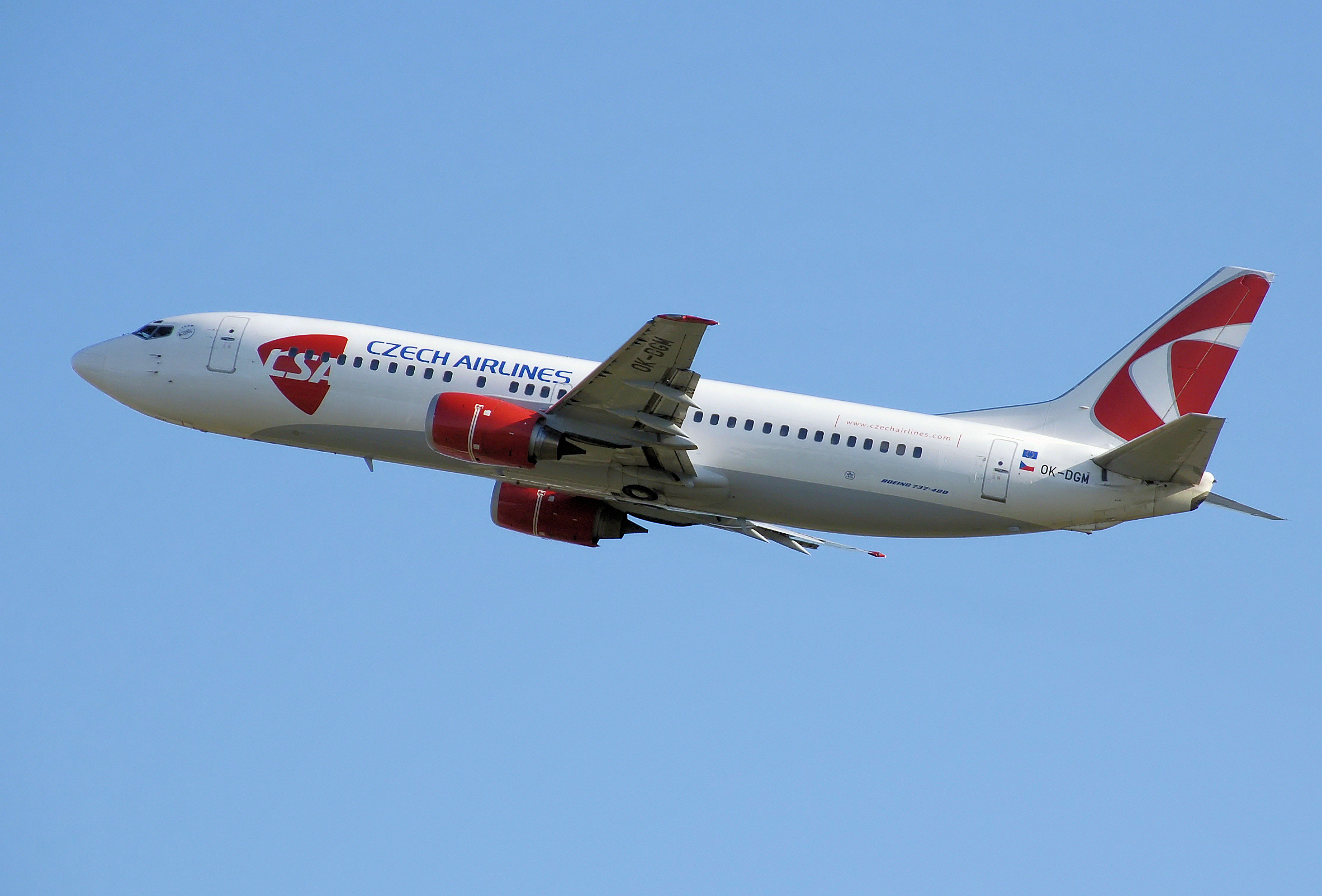
ボーイング737-400型機

チェコスロバキアでは第一共和国建国直後の1920年に2つの民間航空会社が誕生し、遊覧飛行を中心に人員・物資輸送も行っていた。両社は1922年にチェコスロバキア航空株式会社 (Československá letecká akciová společnost: Čs.L.A.S.) として合併したものの、翌1923年に倒産した。
このためチェコスロバキア政府は1923年7月17日、公共事業省が運営する国営の事業体、チェコスロバキア国営航空 (Československé státní aerolinie: ČSA) の設立を閣議決定し、同年10月6日にプラハ・クベリ空港（Letiště Praha-Kbely、現・軍用）を本拠地に発足した。
同年10月28日のチェコスロバキア共和国建国5周年に国内メーカーのアエロ・ヴォドホディ社製A-14型複葉機でクベリ空港周辺を周回する初飛行を行い、翌29日からA-14型機によるプラハ - ブラチスラヴァ間で旅客輸送が始まった。1930年にはプラハ - ブラチスラヴァ線をザグレブまで延長する形で国際線の運航も開始したが、1939年にナチス・ドイツによるチェコスロバキア併合で第二共和国政府が解体されたため運休した。
第二次世界大戦が終結した1945年、チェコスロバキア国営航空は交通省所管の国営事業として復活したが、チェコスロバキア共産党による国内産業国有化の一環で、国営事業も国営会社 (Národní podnik) 化され、チェコスロバキア国営航空会社 (Československé státní aerolinie, n.p.) に転換した。
東西対立が深刻になる国際情勢を反映して西ヨーロッパおよび中東方面の路線の運航を打ち切る一方、ソ連製の機材への更新を進めた。1950年には鉄のカーテンを越えて西側への政治亡命を求める乗客によって、3機が相次いでハイジャックされる事件が発生した。
一方、1957年にはツポレフ104A型機の引渡しを受け、ジェット機による旅客便を運航する世界で最初の航空会社の1つとなった。また1962年2月3日にはハバナへの大西洋横断線の運航を開始し、東側諸国を結ぶ路線の開拓を推し進めた。また1960年代後半にはイリューシン18D型機によるモントリオール線、ニューヨーク線の運航も開始した。
チェコスロバキアでは民主化後の1990年から経済の自由化が本格化し、国営企業の民営化が推進された。チェコスロバキア国営航空は1992年8月に資本金27億コルナで株式会社に転換し、チェコスロバキア航空株式会社 (Československé aerolinie, a.s.: ČSA) に商号を変更。さらにチェコスロバキアの連邦制解消後の1995年5月にチェコ航空株式会社に商号を再び変更した。2000年10月にスカイチームに加盟。
2007年3月時点での出資比率はチェコ財務省とチェコ統合庁 (Česká konsolidační agentura) 合わせて91%強を占めていたが、財務省は株式の民間売却による完全民営化を行うことにし、2009年3月に行った入札でチェコの民間チャーター航空会社であるトラベル・サービス (Travel Service) とUnimexの連合、エールフランス・KLMオランダ航空連合、Darofan（アエロフロート・ロシア航空グループ）など4コンソーシアムが応募した。
2013年4月に大韓航空がEU外からの出資限度となる44%を取得し、事実上の筆頭株主となったが、2015年4月にトラベル・サービスが34%を取得、2017年10月には大韓航空の44%もトラベル・サービスに売却され、さらにチェコの国有企業プリスコ (Prisko) が所有していた20%も後にトラベル・サービスが取得したことから、チェコ航空は同社の子会社となった。
トラベル・サービスは2004年に「スマートウィングズ」の名称で格安航空 (LCC) 事業に進出しており、2018年には社名もスマートウィングズに改めていた。親会社であるスマートウィングズのもと、チェコ航空は開業以来運航を続けていたブラスチラヴァ線やオストラヴァ線など多くの路線を削減され、また高収益のロシア路線はスマートウィングズが代わって運航するようになった。さらに新型コロナウイルス感染症の世界的流行が打撃となって、チェコ航空は2020年8月に債務超過に陥り、2021年3月に倒産した。2022年夏の時点で、チェコ航空が運航する路線は3路線、翌2023年にはパリ線の1路線のみとなっていた。
2022年6月、新たに設立されたプラーグ・シティ・エア (Prague City Air s.r.o.) が70%、スマートウィングズが残りの30%を引き続き保有する体制となった。2024年2月には、プラーグ・シティ・エアがスマートウィングズの49.92%を中国企業より取得し、これによりチェコ航空とスマートウィングズの双方が100%チェコ資本となった。
2024年10月、チェコ航空は持株会社に移行のうえでスマートウィングズを子会社化し、チェコ航空ブランドによる運航はスマートウィングズが引き継ぐこととなった。10月26日のパリ＝シャルル・ド・ゴール空港発プラハ行きのOK767便が、チェコ航空による最後の運航便となった。

## 就航都市
2024年10月時点で、チェコ航空の保有機材を使用してチェコ航空ブランドで運航されていたのは、パリ線とマドリード線の2路線であった。
2019年夏の時点では33路線、2021年2月には通年運航・季節運航あわせて4路線となっていた。就航地は主にヨーロッパ内の都市で、ベイルートが唯一の中東の就航地であった。

### コードシェア
チェコ航空は以下の航空会社とコードシェアを行っていた。
- アエロフロート・ロシア航空
- アエロメヒコ航空
- エア・ヨーロッパ
- エールフランス
- エア・バルティック
- アゼルバイジャン航空
- ベラヴィア
- ブルガリア航空
- チャイナエアライン
- 中国南方航空
- デルタ航空
- エティハド航空
- フィンエアー
- 海南航空
- イベリア航空
- KLMオランダ航空
- 大韓航空
- ミドル・イースト航空
- サウディア
- タロム航空
- スマートウィングズ
- ウラル航空
- ベトナム航空
- ブエリング航空

## 機材

### 現在の保有機材
2024年11月現在、チェコ航空のブランドで運航されている機材は以下の通り。
- エアバスA320-200（エコノミー180席）：2機（スマートウィングズによる運航）

これに加え、スマートウィングズが2024年内にエアバスA220-300を4機受領し、チェコ航空ブランドで運航に投入する予定である。

### 過去の保有機材
- エアバスA310-300
- エアバスA319-100
- エアバスA321-200
- エアバスA330-300
- ATR 42-300/320/400/500
- ATR 72-202/212/500
- ボーイング737-400/500
- ボーイング737-800
- ブリストル ブリタニア
- サーブ 340B